# なとりん号

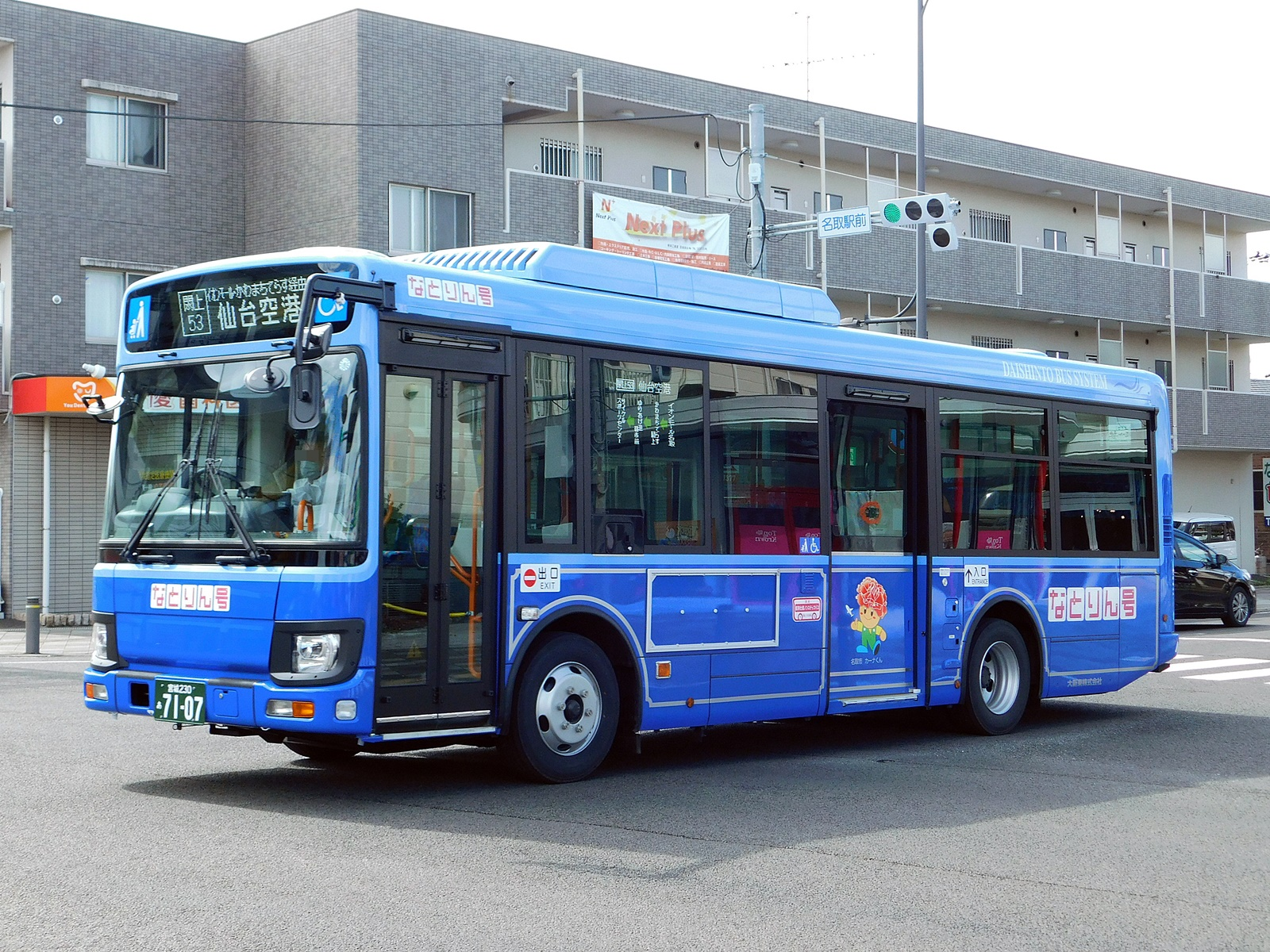
2023年10月から運行する「なとりん号」の車両

なとりん号（なとりんごう）は、宮城県名取市内を運行するコミュニティバス（市民バス）。名取市内を運行していたミヤコーバスの撤退に伴い、運行を開始した。

## 沿革
- 2008年（平成20年）4月1日 - 運行開始。
- 2011年（平成23年）7月19日 - 新規路線「植松入生線」の運行を開始。
- 2013年（平成25年）4月1日 - ミヤコーバス閖上線廃止に伴い、「閖上線」の運行を開始したほか、路線を再編。
- 2018年（平成30年）4月1日 - 「東部閖上循環線」の運行を開始。一部路線の経路およびダイヤを変更[1]。
- 2022年（令和4年）7月23日 - 「閖上線」の一部便が土曜・日曜・祝日に限りアクアイグニス仙台に乗り入れ[2][3]。
- 2023年（令和5年）9月30日 - 桜交通、仙南交通による運行を終了。
- 2023年（令和5年）10月1日 - 大新東による実証実験運行（令和5年度中）を開始[4]。
- 2024年（令和6年）4月1日 - 大新東による本格運行を開始。

## 運行事業者
- 大新東名取営業所 - 2023年（令和5年）10月1日よりバス路線とデマンド交通の両方の運行を担当。

### 過去の運行事業者
- 桜交通仙台営業所 - 2023年（令和5年）9月30日まで幹線路線ブロックおよび生活路線ブロック（東部閖上循環線）を担当。
- 仙南交通 - 2023年（令和5年）9月30日まで生活路線ブロック（東部閖上循環線を除く）を担当。

## 路線
2025年4月1日からの路線。
※[ ]は系統番号。
- まちなか循環線（右回り・左回り）[まち01]•[まち02]
  - 名取駅西口 - 田高南 - 前沖 - 田高 - 増田六丁目 - 増田四丁目 - 名取駅入口 - 名取駅東口 - 名取駅入口 - 増田小学校入口 - 名取市役所北 - 名取市役所前 - 名取市民体育館前 - 名取市文化会館前 - イオンモール名取 - 増田一丁目 - 名取一中前 - 小山住宅前 - 大手町四丁目 - 手倉田諏訪 - 手倉田八幡 - 名取駅西口 平日の午後に2本(右回り)名取駅東口行[まち06]がある。
  - [まち04] 上余田北 - 上余田 - 増田八丁目 - 増田六丁目 - 増田四丁目 - 名取駅入口 - 名取駅東口 - 名取駅入口 - 増田小学校入口 - 上余田南 - 上余田東 - 吉原 - 仙台南病院 (平日のみ)
  - [まち05] 仙台南病院 → 吉原 → 上余田東 → 上余田南 → 増田小学校入口 → 名取駅入口 → 名取駅東口 → 名取駅入口 → 増田四丁目 → 増田六丁目 → 田高 → 前沖 → 田高南 → 名取駅西口 (平日1本のみ)
  - [まち03] 上余田 → 増田八丁目 → 増田六丁目 → 増田四丁目 → 増田小学校入口 → 名取市役所北 → 名取市役所前 → 名取市民体育館前 → 名取市文化会館前 → イオンモール名取 → 増田一丁目 → 名取一中前 → 小山住宅前 → 大手町四丁目 → 手倉田諏訪 → 手倉田八幡 → 名取駅西口（平日1本のみ）※2024年3月まで運行された。

- 愛島線  ※名取駅始発(下り)[愛島11A]•[愛島12A]•[愛島17A]及び、館腰駅始発(下り)[愛島13A]は、愛島台六丁目西行で運行。
  - 通勤通学時間帯 [愛島10]•[愛島11]
    - 愛島台二丁目西 - 愛島台二丁目南 - 愛島台二丁目東 - 愛島台六丁目東 - 愛島台六丁目北 - 愛島台六丁目西 - 愛島台中央 - 西上平 - 愛島小学校前 - 周防崎 - 小豆島 - 松崎 - 名取が丘西口 - 箱塚 - 県立精神医療センター前 - 小山住宅前 - 名取一中前 - 手倉田くじら保育園前 - 手倉田八幡 - 名取駅西口
    - [愛島16] 愛島台中央 → 西上平 → 周防崎 → 小豆島 → 松崎 → 名取が丘西口 → 箱塚 → 県立精神医療センター前 → 小山住宅前 → 名取一中前 → 手倉田くじら保育園前 → 手倉田八幡 → 名取駅西口 ※平日朝7時台の2本運行で、愛島小学校前は通過。
    - [愛島13]愛島台二丁目西 - 愛島台二丁目南 - 愛島台二丁目東 - 愛島台六丁目東 - 愛島台六丁目北 - 愛島台六丁目西 - 愛島台中央 - 西上平 - 館腰駅西口（平日のみ）

  - 日中時間帯 [愛島12]•[愛島17]
    - 愛島台二丁目西 - 愛島台二丁目南 - 愛島台二丁目東 - 愛島台六丁目東 - 愛島台六丁目北 - 愛島台六丁目西 - 愛島台中央 - 西上平 - 愛島小学校前 -  周防崎 - 小豆島 - 松崎 - (あいの杜公園前 - 愛島の郷公園入口 - 愛島郷二丁目 - 宮城県警察学校前 - ホームセンタームサシ前 - 愛の杜) - 名取が丘西口 - 箱塚 - 県立精神医療センター前 - 小山住宅前 - 名取一中前 - 増田一丁目 - イオンモール名取 - 名取市文化会館前 - 名取市民体育館前 - 名取市役所前 - 名取市役所北 - 増田小学校入口 - 名取駅入口 - 名取駅東口

- 愛の杜循環線
  - 通勤通学時間帯 [愛の杜20]•[愛の杜21]
    - 名取駅西口 - 手倉田堰根 - 大手町六丁目 - 吉祥寺前 - 仙台高専名取キャンパス前 - 県高等看護学校前 - 県立がんセンター - 東野田 - 前野田 - 西野田 - ホームセンタームサシ前 - 愛島郷一丁目 - ホームセンタームサシ北 - 宮城県警察学校前 - 愛島郷二丁目 - 愛島の郷公園入口 - あいの杜公園前 - 愛の杜一丁目 - 愛の杜 - 名取が丘西口 - 不二が丘小学校前 - 名取が丘公民館前 - 名取が丘四丁目公園前 - 山居住宅前 - 名取が丘入口 - 小山住宅前 - 名取一中前 - 手倉田くじら保育園前 - 手倉田八幡 - 名取駅西口 ※一部、[愛の杜24]名取駅西口～愛島郷一丁目と[愛の杜25]名取が丘入口行がある。

  - 日中時間帯 [愛の杜22]•[愛の杜23]
    - 名取駅西口 - （通勤通学時間帯と同経路） - 名取が丘入口 - 小山住宅前 - 名取一中前 - （愛島線の日中時間帯と同経路） - 名取駅東口

- 高舘線 [高舘30]
  - 名取駅西口 - 手倉田堰根 - 大手町六丁目 - 吉祥寺前 - 仙台高専名取キャンパス前 - 県高等看護学校前 - 県立がんセンター - 県農業高校南 - 農業園芸研究所入口 - 農業園芸研究所 - 農業園芸研究所入口 - 八反 - 高舘 - 高舘小学校前 - 内舘 - 三条郷 - 高舘吉田 - 高舘窪田 - 柳生四丁目南 - 柳生市民センター入口 - 仙台南税務署入口 - 西中田五丁目東 - 南仙台駅西口

- 閖上線
  - 通勤通学時間帯 [閖上50]•[閖上52]
    - 名取駅東口 - 名取駅入口 - 増田小学校入口 - 名取市役所北 - 中荷 - 下余田 - 円満寺前 - 多賀神社前 - 大曲布田 - 高柳 - 小塚原 - 閖上小中学校前 - かわまちてらす閖上前 - 閖上中央第二団地南 - 閖上中央第二団地東 - 閖上中央第一団地前 - 閖上中央第一団地東 - 震災復興伝承館前 - 水産加工団地 - 震災メモリアル公園 - ゆりあげ港朝市 - サイクルスポーツセンター - ゆりあげ港朝市 - 名取トレイルセンター - 名取市斎場 - 墓地公園 - 台林 - 北釜防災公園 - 仙台空港

  - 日中時間帯 [閖上51]•[閖上53]
    - 名取駅東口 - 名取駅入口 - 増田小学校入口 - 名取市役所北 - 名取市役所前 - 名取市民体育館前 - 名取市文化会館前 - イオンモール名取 - 杜せきのした一丁目 - 休日夜間急患センター前 - 下余田 - （通勤通学時間帯と同経路） - 仙台空港

- 相互台線 [相互台40]（平日のみ）
  - 名取駅西口 - 手倉田八幡 - 吉祥寺前 - 仙台高専名取キャンパス前 - 県高等看護学校前 - 県農業高校前 - 三条郷 - 内舘 - 高舘小学校前 - 吸川 - 熊野堂南 - 熊野堂病院前 - 熊野堂 - 那智が丘入口 - 那智が丘一丁目児童公園前 - 那智が丘一丁目 - 那智が丘二丁目 - 那智が丘二丁目北 - 那智が丘五丁目 - みどり台入口 - みどり台 - みどり台中学校前 - ゆりが丘三丁目 - ゆりが丘二丁目 - ゆりが丘一丁目 - ゆりが丘一丁目北 - ゆりが丘入口 - 余方 - 相互台入口 - 桜坂 - ライフタウン名取中央 - ライフタウン名取 - 相互台三丁目

## 名取市デマンド交通　なとりんくる
なとりんくるとは、従来のバスのように決まったルートがなく、利用者の予約に応じて運行する乗り合い型の交通である。自宅から病院やスーパーなどの指定乗降場所まで直接行くことが出来る。指定乗降場所は市内約280箇所、特定指定乗降場所は仙台南病院、県立がんセンター、総合南東北病院の3箇所である。電話やスマートフォン、PCでの予約が可能。仙台市を出発地とする場合は、乗車1時間前までの予約が必要。中心エリア、東・1エリア、東・2エリア、西・1エリア、西・2エリアがあり、東西の各エリア内もしくは東西の各エリアから中心エリアへの移動が可能であり、中心エリア内での移動や東西エリア間、または仙台市間での直接な移動はできない。しかし、特定指定乗降場所への移動に限り、どのエリアからも移動が出来る。また、自宅等を個人の乗降場所として登録することが出来る。使用車両はトヨタ・ヴォクシーで定員は運転手を除き6名。平日6台、土日祝日は4台体制で運行される。運行時間帯は午前9時から午後4時まで、最終乗車時間は午後3時30分までとなる。

## 2023年（令和5年）9月30日までの路線

### 幹線路線ブロック
- まちなか循環線（右回り、左回り）

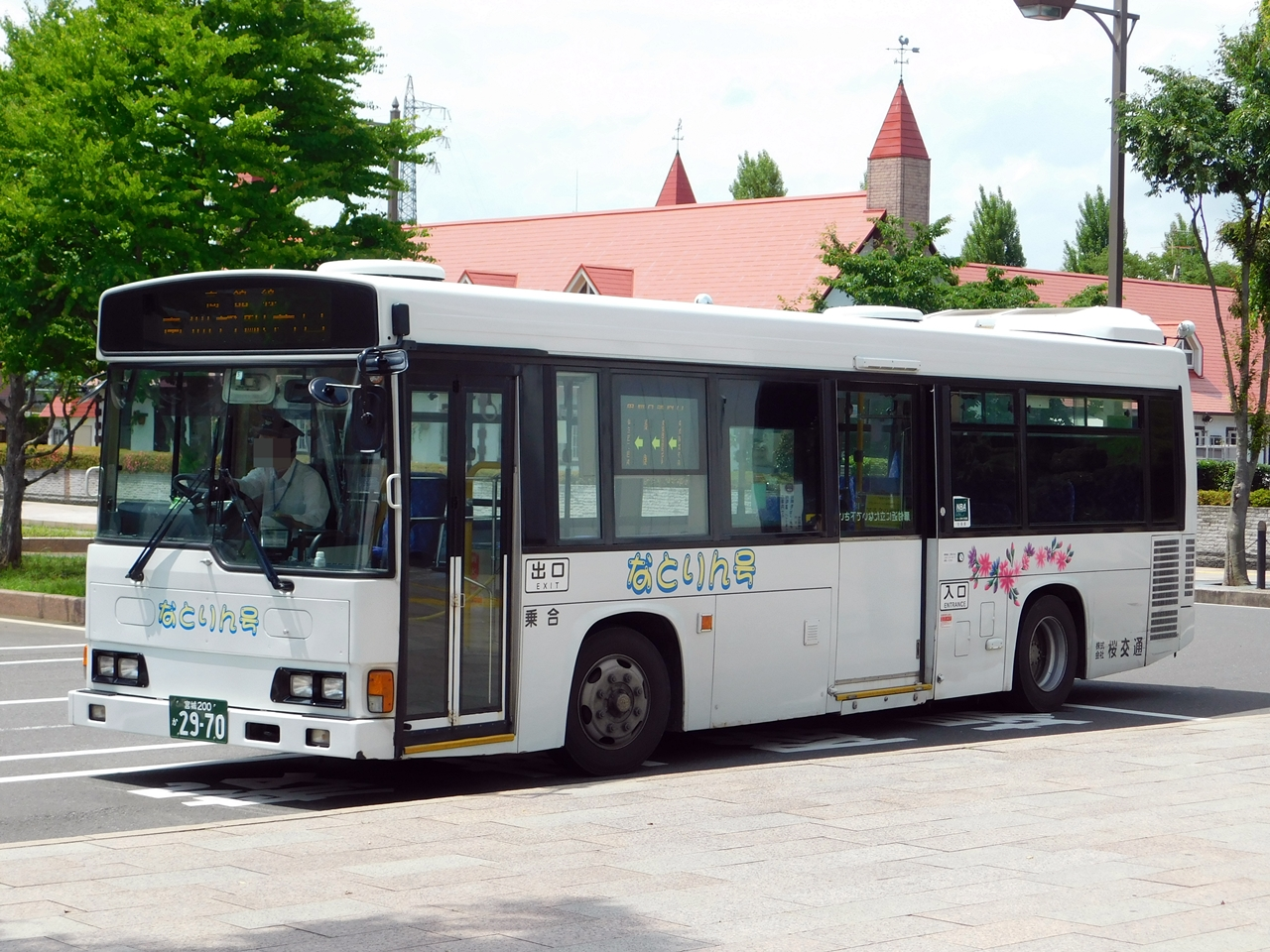
桜交通の車両（日野・レインボーHR）

  - 名取駅前 - 増田小学校前 - 名取市役所前 - イオンモール名取 - 増田一丁目 - 飯野坂六丁目 - 名取が丘四丁目県営住宅前 - 県立精神医療センター前 - 名取が丘入口 - 増田西公民館前 - 名取駅西口 - 田高南 - 増田六丁目 - 上余田 - 仙台南病院 - 上余田 - 増田六丁目 - 名取駅前
  - 上余田 → 増田六丁目 → 増田小学校入口
    - 旧・上余田線（平日のみ運行）
- 愛島線
  - 名取駅西口 - 手倉田くじら保育園前 - 名取が丘入口 - 県立精神医療センター前 - 名取が丘西口（ - 愛の杜 - 愛島郷一丁目 - ホームセンタームサシ - 宮城県警察学校前 - 愛島の郷公園入口） - 松崎 - 小豆島 - 愛島小学校前 - グリーンポート愛島
- 愛の杜線
  - 名取駅西口 - 手倉田くじら保育園前 - 名取が丘入口 - 名取が丘四丁目県営住宅前 - 不二が丘小学校前 - 名取が丘西口 - 愛の杜 - 愛の杜一丁目 - 愛島の郷公園入口 - 宮城県警察学校前 - 愛島郷一丁目
- 県立がんセンター線
  - 名取駅西口 - 仙台高専名取キャンパス前 - 県立がんセンター
- 高舘線
  - 名取駅西口 - 増田西公民館前 - 県農業高校前 - 農業園芸研究所 - 高舘 - 高舘小学校前 - 柳生市民センター入口 - 南仙台駅西口
- 閖上線
  - 名取駅前 - 増田小学校入口 - 名取市役所北 - 下余田 - 高柳 - 小塚原 - 閖上小中学校前 - アクアイグニス仙台（土曜・日曜・祝日の一部便のみ） - 震災メモリアル公園 - 名取トレイルセンター

### 生活路線ブロック
- 北目上原線

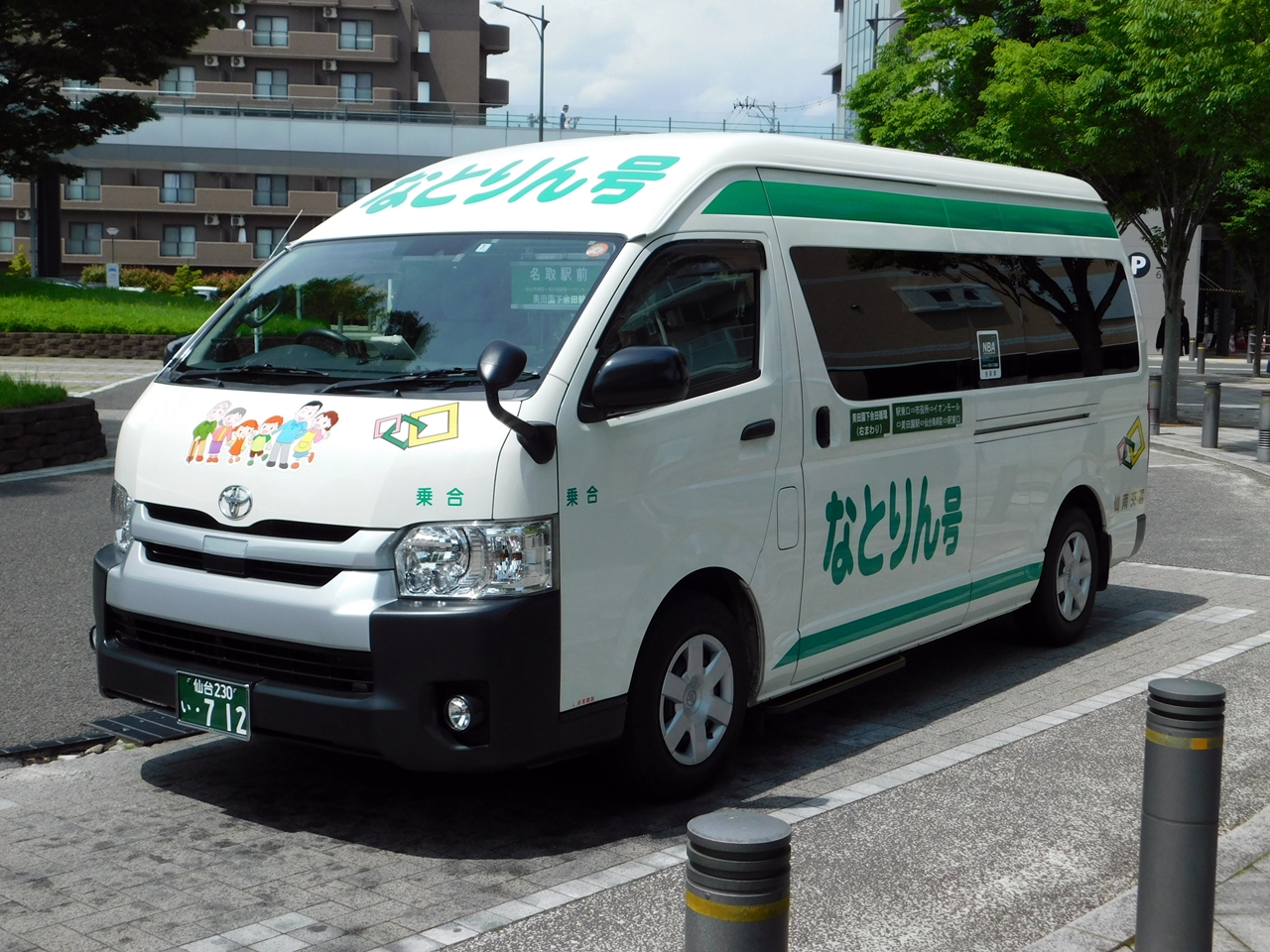
仙南交通の車両（トヨタ・ハイエース）

  - 名取駅西口 - 仙台高専名取キャンパス前 - 県立がんセンター - 東野田 - 西野田（ - ホームセンタームサシ） - 道祖神前（ - 実方中将の墓前） - 南沢 - 西上平 - 八幡前 - 北目上原（太字は、県道区間を除いて自由乗降区間）
- 相互台線
  - 名取駅西口 - 田高南 - 高舘小学校前 - 熊野堂 - 那智が丘小学校前 - みどり台 - ゆりが丘三丁目 - 余方 - 相互台三丁目
  - 名取駅西口 - 仙台高専名取キャンパス前 - 県立がんセンター - 高舘小学校前 - 熊野堂 - 那智が丘小学校前 - みどり台 - ゆりが丘三丁目 - 余方 - 相互台三丁目
- 館腰植松線
  - 名取駅前 - 増田小学校前 - 名取市役所前 - イオンモール名取 - 増田一丁目 - 飯野坂六丁目 - 館腰小学校前 - 館腰駅前 - 六軒北 - 本郷団地 - 堀内南竹 - 総合南東北病院（太字は自由乗降区間）
- 下増田線（循環）
  - 名取駅前 → 増田小学校前 → 名取市役所前 → 杜せきのした駅前 → イオンモール名取 → 中江東 → 土手東 → 横手 → 辻北 → 美田園南 → 美田園駅前 → 下増田公民館前 → 美田園七丁目 → イオンモール名取 → 杜せきのした駅前 → 名取市役所前 →増田小学校前 → 名取駅前（太字は自由乗降区間）
- 美田園下余田線（循環）
  - 名取駅前 - 増田小学校入口 - 名取市役所北 - 中荷北 - 仙台南病院 - 皇檀ヶ原 - 下合畑 - 下北原 - 内海 - まなウェルみやぎ前 - 美田園駅前 - 美田園一丁目 - 美田園七丁目 - 矢畑 - 杜せきのした駅前 - イオンモール名取 - 名取市役所前 - 増田小学校入口 - 名取駅前（太字は自由乗降区間）
- 東部閖上循環線
  - 名取駅前 - 増田小学校入口 - 名取市役所北 - 下余田 - 高柳 - 太子堂 - 閖上小中学校前 - 震災メモリアル公園 - 小塚原南 - 高柳 - 大曲 - まなウェルみやぎ前 - 美田園駅前 - 美田園一丁目 - 美田園七丁目 - 矢畑 - 杜せきのした駅前 - イオンモール名取 - 名取市役所前 - 増田小学校入口 - 名取駅前

## 2018年以前の廃止路線
- 宮農線（幹線路線ブロック）：2013年（平成25年）4月1日廃止
  - （広浦・宮城農高前 - ）美田園東 - 美田園駅前 - 美田園西 - イオンモール名取 - 名取市役所前 - 増田小学校前 - 名取駅前
- 北釜線（幹線路線ブロック）：2013年4月1日廃止
  - （北釜 - 宮城農高入口 - ）谷地中前 - 矢畑 - 名取市役所前 - 増田小学校前 - 名取駅前
  - （北釜 - 宮城農高入口 - ）辻北 - 飯塚生活センター前 - 美田園駅前 - 矢畑 - 名取市役所前 - 増田小学校前 - 名取駅前
- 上余田線：2018年（平成30年）4月1日廃止（まちなか循環線に統合）
  - 上余田 → 増田六丁目 → 増田小学校入口

## 運賃
- バス：初乗り100円の距離運賃制で最大400円。ただし、まちなか循環線は100円均一。小学生は半額、未就学児は無料。
- 名取市デマンド交通　なとりんくる：1乗車400円。小学生は半額、未就学児は無料。
- また、TicketQRというアプリを使ったキャッシュレス決済が可能になる。
  - 回数券・定期券（まちなか循環線を除く）も発行されている。

### 2023年（令和5年）9月30日までの運賃
- 幹線路線ブロック：初乗り150円の距離運賃制（3km以上は50円ずつ上がる）で、最大400円。ただし、まちなか循環線は150円均一。
  - 閖上線では土曜・日曜・祝日に限り、キャッシュレス決済（交通系電子マネーまたはQRコード決済）が利用可能であった。
- 生活路線ブロック：初乗り150円～400円の6段階による区間運賃制（小学生については路線にかかわらず一律100円）。ただし、下増田線は一律150円。

## 運行日
通年（一年を通じて）毎日運行。ただし、お盆や年末・年始期間等は土日・祝日ダイヤで運行。

## 過去の車両画像

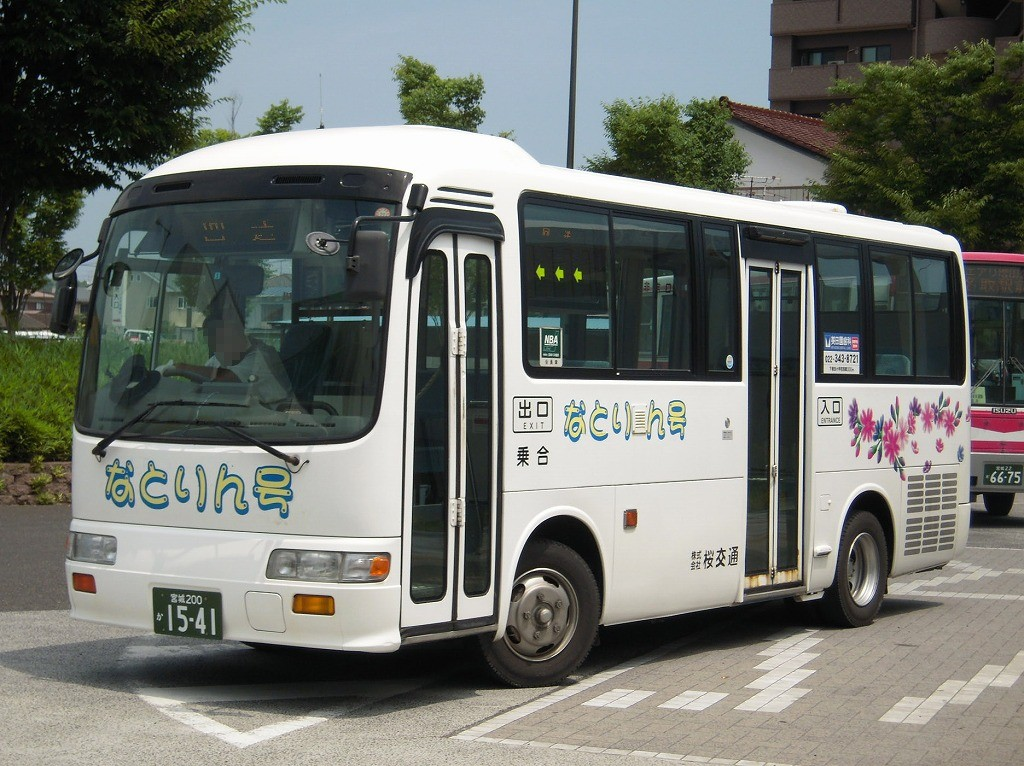
桜交通の車両 （日野・リエッセ）
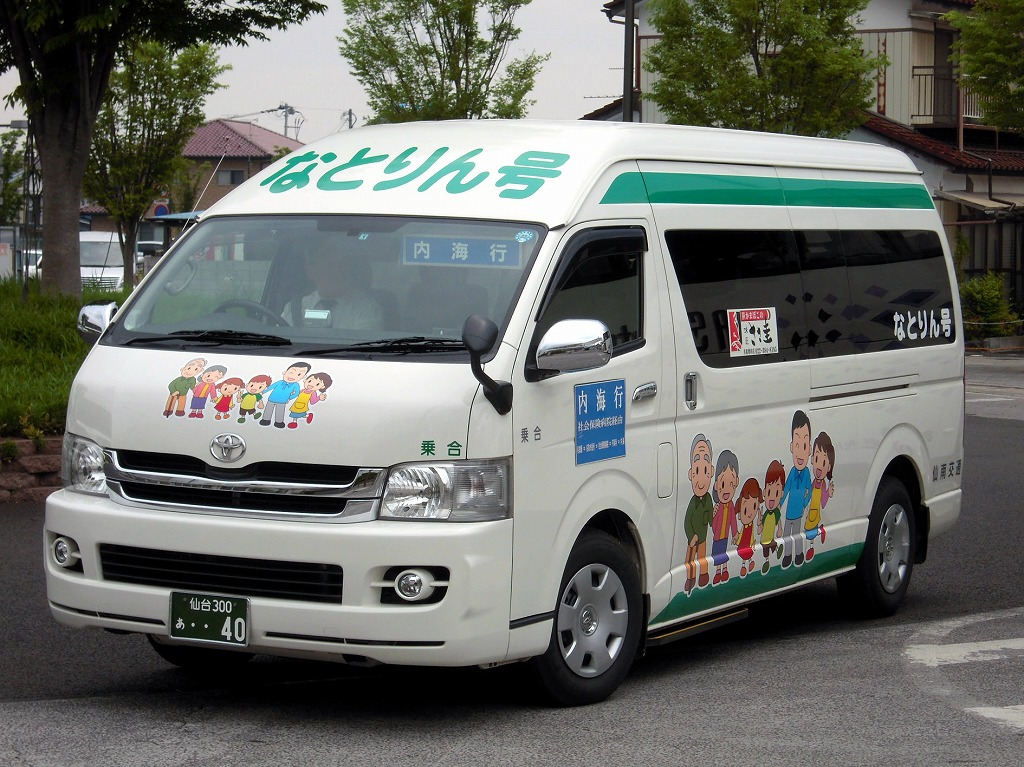
仙南交通の車両 （トヨタ・ハイエース）
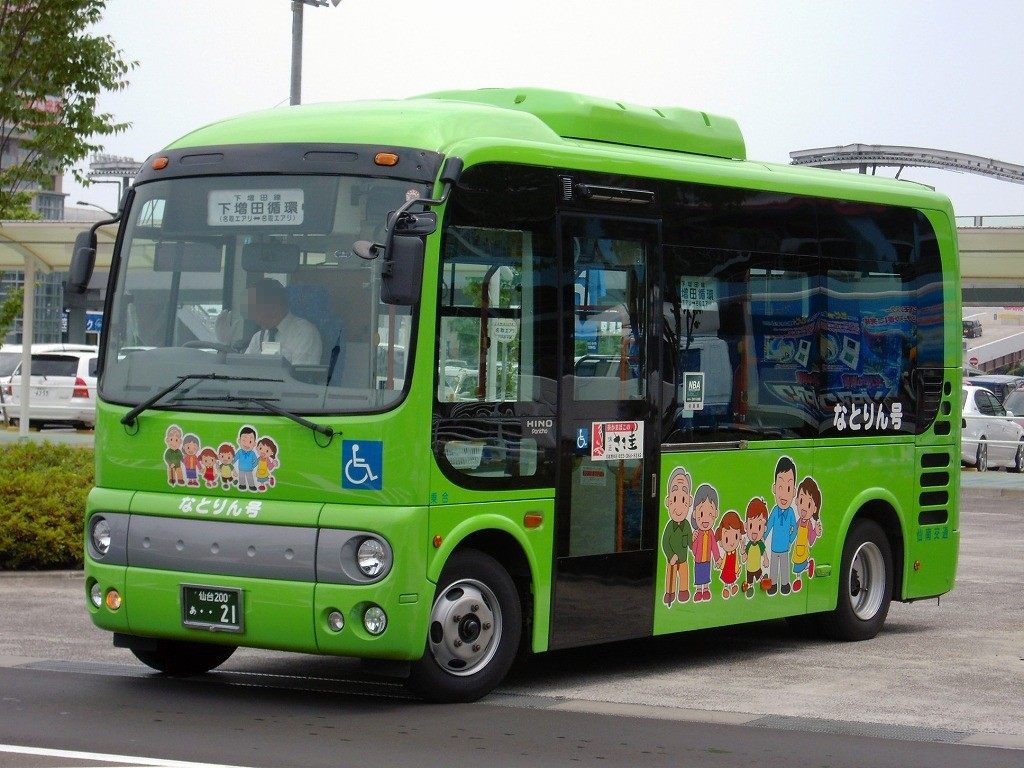
仙南交通の車両 （日野・ポンチョ）

## その他
北釜線、名取が丘愛島線（名取駅 - 名取が丘 - 愛島小学校前）、高舘線、県立がんセンター線は仙台市営バスとして開業した路線であり、1998年（平成11年）に宮城交通へ移管、2007年（平成19年）にミヤコーバスに再移管されている。
新聞報道によれば、2017年（平成29年）度の利用者数は約40万人で、運行開始当初の2008年（平成20年）度より約22万1000人増加したとのこと。